# Alloteleia bengalensis
Alloteleia bengalensis är en stekelart som beskrevs av Saraswat 1978. Alloteleia bengalensis ingår i släktet Alloteleia och familjen Scelionidae. Inga underarter finns listade i Catalogue of Life.